# Municipio de Jackson (condado de Snyder)
El municipio de Jackson (en inglés: Jackson Township) es un municipio ubicado en el condado de Snyder en el estado estadounidense de Pensilvania. En el año 2000 tenía una población de 1.276 habitantes y una densidad poblacional de 32 personas por km².

## Geografía
El municipio de Jackson se encuentra ubicado en las coordenadas 40°52′36″N 76°55′59″O / 40.87667, -76.93306.

## Demografía
Según la Oficina del Censo en 2000 los ingresos medios por hogar en la localidad eran de $33,611 y los ingresos medios por familia eran $36,250. Los hombres tenían unos ingresos medios de $28,482 frente a los $20,938 para las mujeres. La renta per cápita para la localidad era de $15,131. Alrededor del 8,9% de la población estaban por debajo del umbral de pobreza.